# Gephyromantis horridus
A Gephyromantis horridus   a kétéltűek (Amphibia) osztályába és  a békák (Anura) rendjébe aranybékafélék (Mantellidae) családjába tartozó faj. 

## Előfordulása
Madagaszkár endemikus faja. A sziget északi részén, Tsaratanana környékén, az Amber Forest Rezervátumban, valamint a Nosy Be szigeten, 300–1400 m-es tengerszint feletti magasságban honos.

## Megjelenése
Kis méretű Gephyromantis faj. A hímek testhossza 26–28 mm, a nőstényeké 26–28 mm körüli. Háti bőre nagyon szemcsés, színe fekete, barna mintázattal. Hasi oldala barna, márványos mintázattal.
Hasonló fajok: Gephyromantis ventrimaculatus, mely csak a nagyobb méretű hallószervében különbözik tőle, és a Gephyromantis malagasius, ami kisebb méretű és hosszabb hátsó végtagjai vannak

## Természetvédelmi helyzete
A vörös lista a sebezhető fajok között tartja nyilván.  Elterjedési területe kisebb mint 5000 km², erősen fragmentált, élőhelyének mérete csökkenő tendenciát mutat, minősége fokozatosan romlik. Legalább két védett területen megtalálható, a Tsaratanana Rezervátumban és az Amber Forest Rezervátumban.